# ノーマン・シュワルツコフ
H・ノーマン・シュワルツコフ・ジュニア（英語: H. Norman Schwarzkopf Jr. 1934年8月22日 - 2012年12月27日）は、アメリカ合衆国の陸軍軍人。最終階級は陸軍大将。名前のHは、Herbert（英語読み　ハーバート）を縮めたものであり、彼の同名の父が、それを嫌ったためとされる。
湾岸戦争にはアメリカ中央軍司令官として出征したが、事実上の多国籍軍総指揮官として、「砂漠の嵐」作戦を成功させる武功を挙げた。
シュワルツコフのIQは168とされ、高IQ者団体のメンサ会員だった。ドイツ語・フランス語・ペルシャ語に堪能であった。

## 経歴

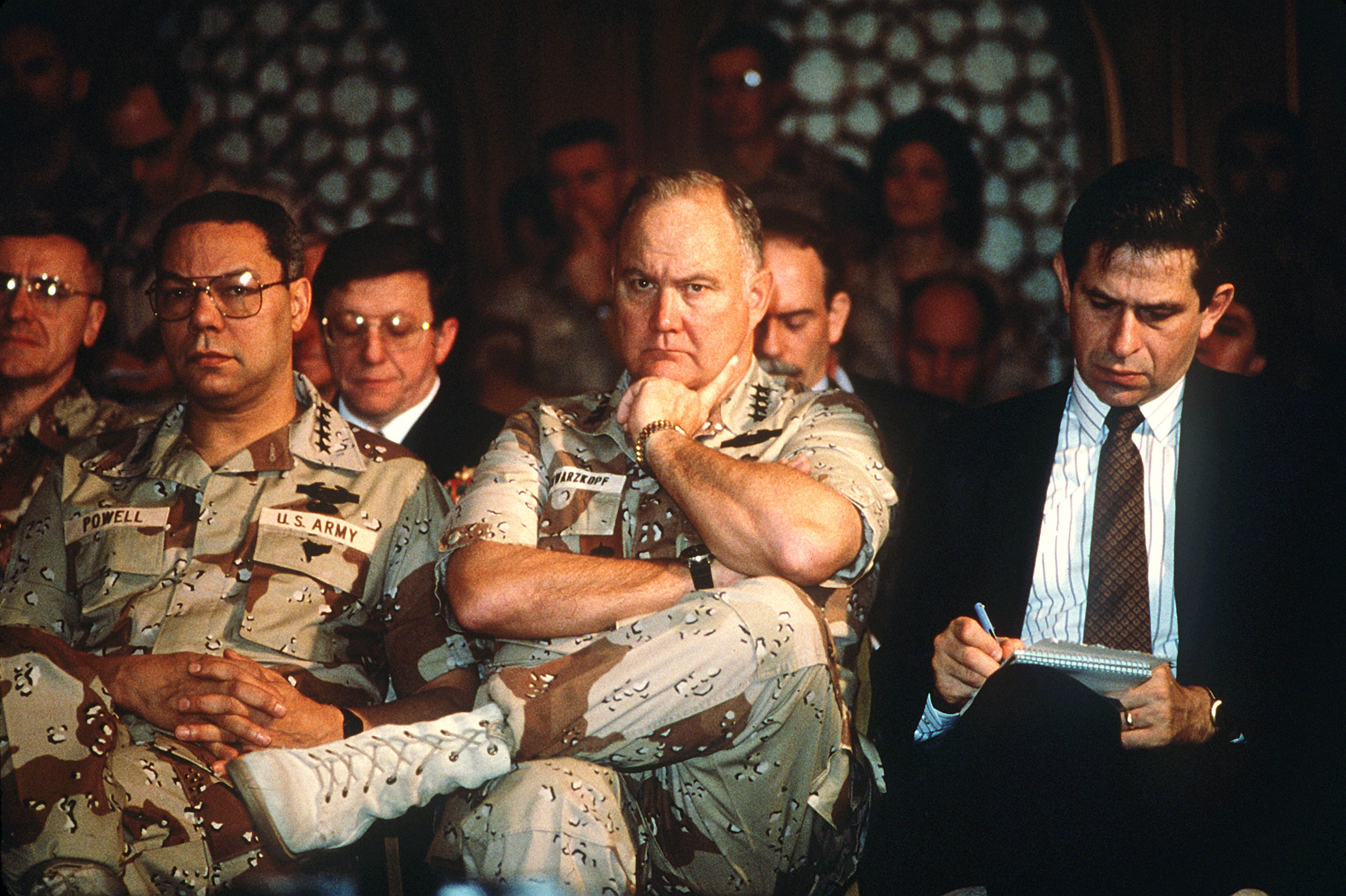
砂漠の嵐作戦中に行われた、アメリカ・サウジアラビア合同記者会見に同席するシュワルツコフ（中央）

ニュージャージー州トレントン生まれ。ドイツ系アメリカ人の家系であり、父ハーバート・ノーマン・シュワルツコフ少将はイラン政府の軍事顧問を務めたこともあるアメリカ陸軍軍人であった。1953年にクーデターでモサッデク政権を打倒する立役者の1人であり、1932年に発生したリンドバーグ愛児誘拐事件の捜査を管轄するニュージャージー州警察長官を務めていた。母親はトーマス・ジェファーソンと遠縁の家系であった。
12歳の頃、イラン政府軍事顧問を務めていた父とテヘランに住んだ。この時に、乗馬や狩猟を覚え、中東の文化に興味を抱いた。ヴァリー・フォージ・ミリタリ－・アカデミーを経て、1956年にアメリカ陸軍士官学校を卒業。1964年に南カリフォルニア大学より誘導ミサイルに関する論文で修士号を修得する。士官学校時代はアメリカンフットボール、レスリング、そして合唱を掛け持ちしていた。更にウェストポイント士官候補生礼拝堂聖歌隊の指揮者を務めていた。
士官学校卒業後、アメリカ陸軍歩兵学校において空挺降下の資格を取得する。空挺師団の将校としてアメリカとドイツに駐留する。南カリフォルニア大学で修士号を得た後、ウェストポイントで教官職に就く。その後ベトナム戦争でベトナム共和国陸軍(南ベトナム陸軍)の空挺部隊の軍事顧問となり、2度の戦闘で負傷し、パープルハート章を与えられる。
1976年10月には准将に昇進し、1983年のグレナダ侵攻作戦では地上軍部隊を指揮した。1988年に大将に昇進すると、シュワルツコフはアメリカ中央軍司令官に任命された。NATO軍参謀。
1990年の湾岸戦争開戦後に「砂漠の嵐」作戦を指揮し、クウェート側に集中していたイラク軍の裏をかき、イラク領内を攻撃するという「左フック」戦略により、わずか4日で地上戦を勝利に導く。戦時中シュワルツコフは前線で指揮を執るだけで無く、プレス発表をも自ら行い「嵐のノーマン」と呼ばれた。
湾岸戦争後に当時のジョージ・H・W・ブッシュ大統領より、陸軍元帥への昇進と陸軍参謀総長への就任を打診されるが、固辞して1991年8月に退役する。
1991年8月9日の退官式ではチェイニー国防長官が「危機にあっては、一人の人間が命運を左右する。司令官こそその人間であり我々に勝利をもたらした。」とスピーチした。
退役後は余生をフロリダ州タンパで過ごしていたが、2012年12月27日に同地で肺炎による合併症のために死去。78歳であった。

## 主な栄典
（軍務に対して）
- レジオン・オブ・メリット
- シルバースター
- ディフェンス・スーピアリアサービスメダル
- パープルハート章

（その他）
- 大統領自由勲章
- 議会名誉黄金勲章
- バス勲章ナイト・コマンダー（イギリス）
- レジオンドヌール勲章グラントフィシエ（フランス）